# 입스위치 연쇄 살인 사건

사체가 발견된 여러 위치

입스위치 연속 살인 사건(Ipswich serial murders)은 2006년 영국 서퍽주 입스위치의 매춘부 5명 연속 살인 사건이다. 살해된 5명의 매춘부들은 마약을 항상 사용하고 있었던 것이 밝혀졌다. 경찰 측은 스티브 라이트를 용의자로 체포하여, 22일 공판에서 스티브 라이트는 종신형 판결이 내려졌다.